# سی‌سی‌جی‌اس لابرادور

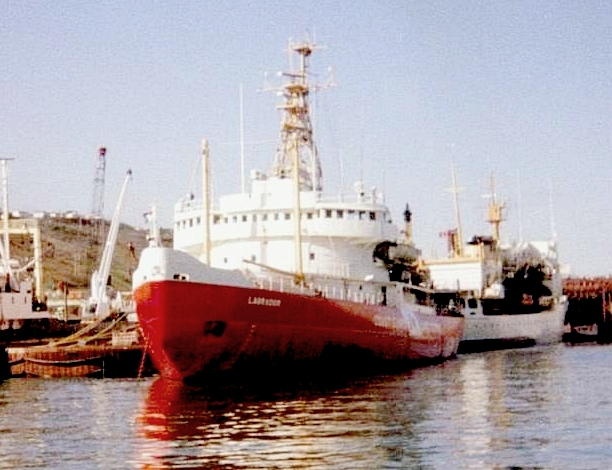
سی‌سی‌جی‌اس لابرادور

سی‌سی‌جی‌اس لابرادور (به انگلیسی: CCGS Labrador) یک کشتی بود که طول آن ۸۲ متر (۲۶۹ فوت ۰ اینچ) بود. این کشتی در سال ۱۹۵۴ ساخته شد.